# Quercus × bimundorum
Quercus × bimundorum (o Quercus bimundorum), conegut com a roure dels dos mons, és un híbrid natural de Quercus alba (del Nou Món), i Quercus robur (del Vell Món) i que pertany a la família de les fagàcies i està dins de la secció dels roures blancs.

## Descripció
Quercus × bimundorum és un arbre que arriba als 12 m, hi ha cultivars comercials disponibles, que inclouen 'Crimschmidt', denominació comercial Crimson Spire, amb una forma de creixement columnar, i 'Midwest', denominació comercial Prairie Stature, amb una forma de creixement piramidal.

## Distribució
Quercus × bimundorum és un híbrid natural de Quercus alba (del Nou Món), i Quercus robur (del Vell Món). Es produeix esporàdicament quan entren en contacte als Estats Units.

## Taxonomia
Quercus × bimundorum va ser descrita per Ernest Jesse Palmer i publicat a Journal of the Arnold Arboretum 29(1): 18, a l'any 1948.
Etimologia
Quercus: Nom genèric del llatí que designava igualment al roure i a l'alzina.
x bimundorum: epítet que vol dir "dels dos mons".